# Oxia Planum
Az Oxia Planum a Mars egyik területe, az ExoMars 2020 küldetés egyik lehetséges leszállási helye. Pár száz kilométerre délnyugatra fekszik a Mawrth Vallis nevű területtől, ami szintén egy lehetséges leszállási helye az ExoMars 2020 küldetésnek. A terület keltre van a Chryse Planitia alföldektől. Jellemzői a régi, erősen erodálódott felföldi kráterek.
A területen néhány nagy becsapódási kráter található. Jól láthatók a valamikori múltban végbemenő alluviális vízfolyások nyomai a völgyek kiszélesedéseinél, amik gyakran 100 km széles medencébe futnak be. A medence meglehetősen lapos. A terület gazdag a vas és mangán eredetű lerakódásokban, amik az ilyen vízfolyásokra jellemzőek.